# Morillon
Morillon är en kommun i departementet Haute-Savoie i regionen Auvergne-Rhône-Alpes i sydöstra Frankrike. Kommunen ligger i kantonen Samoëns som tillhör arrondissementet Bonneville. År 2022 hade Morillon 694 invånare.

## Befolkningsutveckling
Antalet invånare i kommunen Morillon
| Referens: INSEE |